# Самос
Са́мос (греч. Σάμος) — остров в Греции, в Эгейском море в архипелаге Восточные Спорады. Иногда остров, наряду с соседним островом Икария причисляют к архипелагу Южные Спорады.
Являлся центром ионийской культуры во времена античности. Родина ряда великих деятелей античной культуры: философов Пифагора, Мелисса и Эпикура, астрономов Аристарха и Аристилла.
Остров упоминается в трудах Геродота, где перечислены чудеса света.
Здесь расположены три из них:
- Акведук в виде тоннеля;
- Дамба в порту на острове (не сохранилась);
- Храм богини Геры.

## География

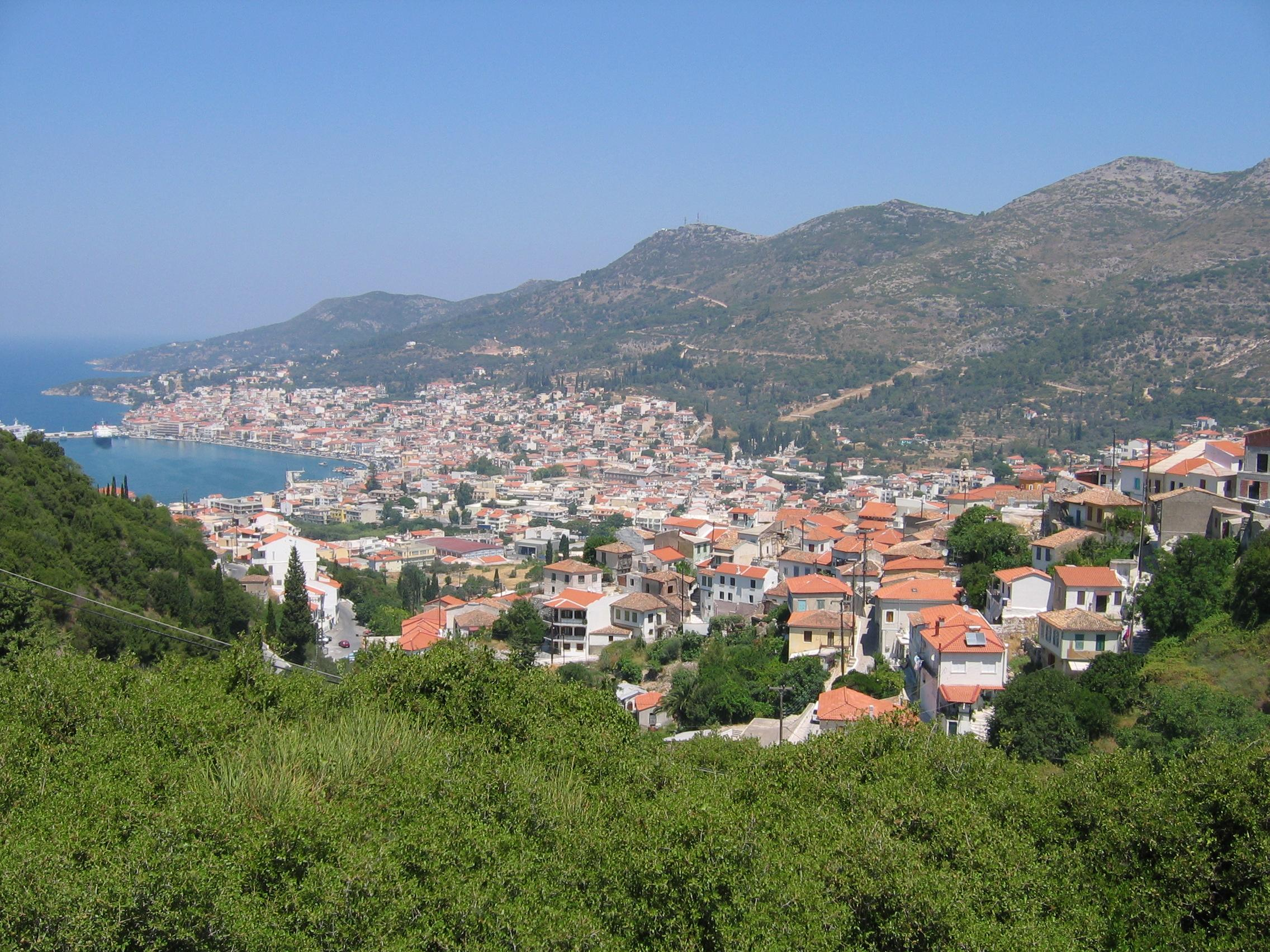
Столица острова — город Самос

Остров расположен в восточной части Эгейского моря и имеет площадь 477,395 км². Длина острова с запада на восток — 43 километра, ширина с севера на юг — около 13 километров. Самос — один из крупнейших и самых плодородных островов Эгейского моря. Он отделён от побережья Малой Азии проливом Самос, ширина которого в самом узком месте лишь 1,6 километра. Наряду с горами остров имеет сравнительно много плодородных равнин, значительную часть которых занимают виноградники. Вино сорта «Вафи» имеет очень хорошую репутацию и за пределами Греции. Наиболее крупными равнинами острова являются Пифагорио на юго-востоке, Карловаси на северо-западе и Марофокампос на юго-западе. Население острова — около 34 тысяч человек, Самос девятый по населению из островов Греции. Климат Самоса типично средиземноморский с мягкой дождливой зимой и жарким сухим летом.
Крупнейший по площади горный массив Ампелос расположен в центральной части острова и достигает высоты 1095 метров. Высочайшая точка острова — вершина массива Керкис достигает высоты 1433 м над уровнем моря. Горы Самоса являются продолжением хребта Самсун турецкой Малой Азии.

### Населённые пункты
- Самос — столица острова и главный морской порт. Расположен на северо-востоке острова. Другое название города — Вати, однако на некоторых картах Самос и Вати показаны как два города, слившиеся друг с другом и образующие столичную агломерацию.
- Карловаси — второй по значению морской пассажирский порт. Расположен на северном побережье острова, в его западной части.
- Пифагорио — небольшой город и морской порт на юго-востоке острова, его древняя столица. В двух километрах от Пифагорио расположен международный аэропорт.
- Иреон — селение на южном побережье острова. На его окраине находятся развалины храма Геры, включённого Геродотом в список чудес света.
- Маратокамбос — крупное селение на юго-западе острова, на склоне горы Керкис. Южнее Маратокамбоса на берегу бухты Маратокамбос расположены его курортные продолжения — Ормос-Маратокамбу и Камбос[нем.] (последнее селение известно также как Воцалакия).

На острове также расположены селения Митилини, Мили, Пиргос, Пагондас, Лека, Каллитея, Дракей и другие.

## История

### Ранний античный период
Как показывают находки возле селения Пифагорио, люди на острове Самос поселились в III тысячелетии до н. э. Предположительно на Самосе обитали племена карийцев и лелегов. На острове сохранились следы минойской и микенской цивилизаций.
Ещё со времён этих цивилизаций на острове возник культ богини Геры, которая якобы родилась на этом острове. Примерно за тысячу лет до нашей эры во время великого греческого переселения на остров высадились ионийцы. Самос стал одним из 12 членов Ионийской Лиги.
К VIII веку до н. э. остров Самос, а точнее одноимённый полис в юго-восточной части острова, стал цветущим торгово-ремесленным и коммерческим центром. Ионийцы сохранили почитание культа Геры и около 720 года до н. э. на развалинах древнего храма доисторических времён соорудили ставший впоследствии знаменитым как одно из чудес света храм Геры.
Положение острова, находящегося на транспортных путях из Греции в Малую Азию, способствовало развитию мореплавания. Самос играл важную посредническую роль в торговле текстилем между Малой Азией и Грецией. Самосцы развивали и торговлю с отдалёнными областями, такими как берега Чёрного моря и Древний Египет. Моряки Самоса были первыми из греков, кто достиг берегов Гибралтарского пролива. На судоверфях острова был впервые создан новый тип корабля из 50 вёсел — «самена» (самосский корабль).
До VII века до н. э. остров управлялся царями. Затем власть перешла к аристократам, так называемым геоморам. Но известны случаи и установления тирании, сначала Демотела, а затем ок. 560 г. до н. э. — Силосона.

### Правление Поликрата
Около 538 года до н. э. местному аристократу Поликрату и его братьям, Пантагноту и Силосонту, удалось организовать вооружённый переворот. Во время огромного праздника Геры вооружённые знатные обитатели города направились в её святилище, расположенное в грандиозном храме, построенном, по неким данным, ещё дедом Поликрата. Когда около входа в святилище они сложили оружие, Поликрат с сообщниками напали на них и захватили в плен. Потом были взяты под контроль ключевые точки в городе, прежде всего крепость Астипалая и гавань Самоса. Акрополь пришлось срочно укреплять, сил не хватало, и Поликрат обратился за помощью к тирану Наксоса Лигдамиду. Тот не отказал и прислал войска. Так Поликрату удалось захватить власть и удержать её. Он поделил город на три части и несколько лет правил совместно с братьями, но около 532 года до н. э. Поликрат отдал приказ уничтожить Пантагноста, а Силосонт отправился в изгнание ко двору персидского царя. Для удержания власти Поликрат содержал большой флот, состоявший из вёсельных кораблей и около сорока триер, а его войско насчитывало около тысячи лучников. Гаморы и представители авторитетных и богатых родов относились к Поликрату с ненавистью, да и он не доверял им, но народ в целом поддержал нового тирана. Недовольные же были скоро изгнаны с острова либо направились в добровольное изгнание, в основном в Южную Италию: так ими была основана колония Дикеархия. Среди изгнанников был и известный философ Пифагор.
Пользуясь отсутствием собственного флота у Персидской империи, Поликрат устанавливает гегемонию флота Самоса в Эгейском море. Поликрат заключил договор о дружбе с египетским фараоном Амасисом и обменялся с ним обеспеченными дарами. Самос стал центром пиратства: Поликрат грабил и друзей, и противников. Известна фраза Поликрата о том, что «лучше заслужить благодарность друзей, возвратив им отнятое, чем вообще ничего не отнимать у них».
Обширные доходы, поступавшие на остров, тратились разумно. Развернулось обширное строительство: гавань Самоса была расширена и защищена большой дамбой-молом; стены города и крепости были заново укреплены, их длина превысила километр; вокруг города был выкопан глубочайший ров, расширен и по новому украшен храм и святилище Геры, взамен сгоревшего.

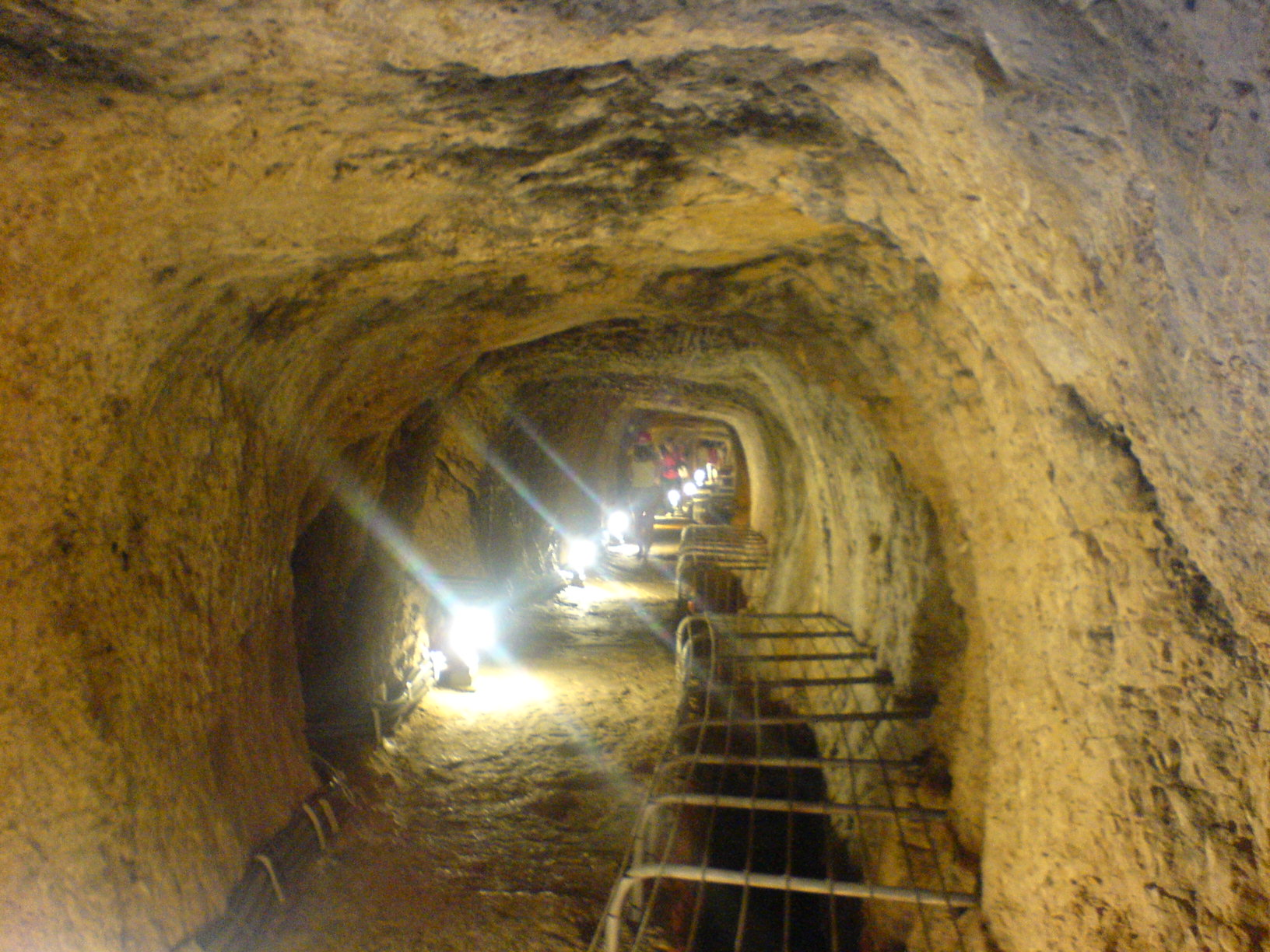
Акведук, построенный Поликратом

В горе, расположенной к северу от города, Поликрат повелел пробить тоннель и устроил в нём водовод для снабжения города чистой свежей водой — Самосский акведук. Впоследствии Геродот, составляя свой список семи чудес света, указал в качестве одного из них этот акведук. Руководил его строительством инженер и геометр Эвпалин из Мегары. Водовод длиной 1034 метра имеет небольшой уклон, чтобы обеспечить самотёк воды. Тоннель для ускорения строительства пробивался с двух сторон. Археологические изыскания свидетельствуют, что Эвпалин ошибся в месте стычки всего на 1 метр по вертикали и на 6 метров по горизонтали. Для исправления ошибки ему пришлось повернуть ось акведука примерно на 30°. Водовод функционировал с 520 года до н. э. примерно до 700 года н. э. Интересно, что акведук разделил судьбу Трои: о нём совершенно забыли вплоть до 1850-х годов, когда немецкие археологи, пользуясь указаниями Геродота, обнаружили тоннель снова.
Часть средств тратилась на обновление и создание нового флота. По приказу Поликрата началось строительство нового типа кораблей, самен, который отличались от современных кораблей обрубленным носом с изображением вепря, более округлыми обводами и умением ходить под парусом. Изображения этого корабля возникло с тех пор и на самосских монетах, которые также стали именовать «саменами».
В 524 году до н. э. Поликрат направил в помощь египетской экспедиции персидского царя Камбиза 40 триер с экипажами. В море на кораблях произошёл бунт, верных Поликрату офицеров перебили и флот повернул обратно на Самос. В морском сражении мятежники разбили флот Поликрата, но высадившийся десант не смог взять столицу острова и был сброшен в море. Уцелевшие мятежники попросили помощь у Спарты. Спартанцы при помощи союзного им Коринфа начали войну против Поликрата и союзного ему Наксоса. Наксос был союзниками покорён, но попытка овладеть Самосом провалилась. Однако остров был ослаблен и в 523 году до н. э. Поликрат был обманом захвачен в Магнесии персидским сатрапом Лидии Оройтом и казнён (то ли распят, то ли посажен на кол). Сначала на Самосе пытался утвердиться Меандрий, который опирался на поддержку Спарты, но персы назначили правителем Самоса младшего брата Поликрата — Силосонта. Остров стал вассалом Персии. После Силосонта, с 514 года до н. э. правил Эак. И где-то до 480 года до н. э. правил Феоместор.

### Правление персов
С 520 года до н. э. Самос стал частью державы Ахеменидов. В 499 году до н. э. остров активно участвовал в Ионийском восстании против персов. В 494 году до н. э. Самос участвовал в морской битве при Ладе и выставил 60 кораблей. Большинство самосских командиров в решающий момент битвы посчитали, что в сражении будет слишком много потерь, и решили выйти из боя. 50 кораблей с Самоса покинули сражение и лишь 11 продолжили сражаться и были потоплены персами. Остров вновь был покорён персами. После победы греков при Саламине в 479 году до н. э. остров вошёл в состав Афинского морского союза. Остров первое время был довольно самостоятельным членом союза и пользовался автономией во внутренних делах. Власть на острове оказалась в руках олигархов.

### Война с Афинами
В 440 году до н. э. Самос начал войну с близлежащим Милетом за обладание городом Пиреном на Меандре. Милетяне, потерпев поражение, попросили у афинян помощи против самосцев. Перикл использовал эту просьбу для немедленной отправки к Самосу эскадры в 40 кораблей, которые быстро завладели островом и, вопреки обычаям аттического союза, заменили там олигархическое правление демократическим, отвезли на Лемнос 100 самосских заложников, а затем, оставив на Самосе афинский гарнизон, вернулись обратно.
Самосские олигархи вошли в сношение с Писсутном, персидским сатрапом в Сардах, и при его поддержке вторглись на Самос, захватили афинский гарнизон в плен и передали афинян персам, после чего вернули с Лемноса своих заложников. Заключив затем союз с византийцами и объявив себя и их отделившимися от морского союза, они предприняли поход против Милета.
Перикл, по получении известий об этом, немедленно отплыл на Самос с эскадрой в 60 кораблей — вероятно, из постоянного состава, но не дойдя до острова, отослал 16 кораблей, частью для разведки, частью же за помощью на Хиос и Лесбос.
С оставшимися 44 кораблями Перикл встретил у острова Трагия возвратившийся из Милета самосский флот, насчитывавший вместе с 20 транспортами 70 кораблей, и разбил его. По прибытии подкреплений из Афин (40 кораблей) и от Хиоса и Лесбоса (25 кораблей), Перикл высадился на Самосе, разбил самосцев, окружил город тремя валами и блокировал его с моря.
Воспользовавшись уходом Перикла с 65 кораблями в Карию, самосцы напали на блокировавшую эскадру, разбили её и на 14 дней освободили море, чем и воспользовались для подвоза провианта. По возвращении Перикла они опять подверглись блокаде флота, усиленного 90 кораблями, пришедшими из Афин и других городов.
Самосцы оказались не в состоянии противостоять Афинам на море и поэтому через 9 месяцев вынуждены были сдаться (439 год до н. э.). При этом они должны были выдать свой флот, срыть укрепления, дать заложников и уплатить контрибуцию. После этого остров потерял самостоятельность и на нём было установлено лояльное Афинам правление демократов. В начале Пелопоннесской войны оно вновь сменилось правлением олигархов, но остров оставался частью Афинской державы.

### Самос под властью Афин
В 411 году до н. э. Самос остался одним из немногих союзников, кто сохранил верность Афинам после Сицилийской катастрофы. Однако в этом же году на острове произошли столкновения между знатными самосцами (геоморами) и остальными гражданами, в результате которых партия знати вновь потерпела поражение, 200 олигархов было казнено, 400 приговорено к изгнанию. Вот как об этом событии пишет историк Фукидид:

Около этого времени и на Самосе произошло восстание демократов против знати при участии афинян, которые находились в гавани с тремя кораблями. Самосские демократы умертвили около двухсот человек, всех из числа знатных граждан, четыреста человек приговорили к изгнанию, а землю и дома их конфисковали в свою пользу. Так как теперь афиняне, признав самосцев надёжными союзниками, постановили даровать им автономию, то самосский народ с этого времени сам управлял государством, причём не дал геоморам никаких прав, ни даже эпигамии, так что никому из самосского народа не дозволялось ни брать себе в жёны дочерей геоморов, ни отдавать своих дочерей им в замужество.

После этих событий Самос стал главной базой афинского флота и центром движения демократов Афинской державы. Фрасибул и другие лидеры афинских демократов, опираясь на базу в Самосе, свергли олигархию четырёхсот в Афинах. После окончания Пелопоннесской войны Самос, наряду со Скиросом и Лемносом, остался частью Афинского государства. В 387 году до н. э. по условиям Анталкидова мира был признан независимым. В 365 году до н. э. после одиннадцатимесячной осады остров вновь был завоёван Афинами. Афиняне поселили на острове клерухов из своих бедных граждан. Остров остался лояльным Афинам во время Союзнической войны 357—355 годов до н. э. и подвергся нападению восставших союзников. После Ламийской войны 322 года до н. э. остров стал управляться Македонией.

### Самос в эпоху эллинизма
В начале войн диадохов остров управлялся Македонией. К этому времени известны тираны Кай и его сын Дурий. После поражения Деметрия Полиоркета в битве при Ипсе остров перешёл к державе Птолемеев. Некоторое время остров служил базой египетского флота. С ослаблением Птолемеев Самос стал принадлежать державе Селевкидов. После Сирийской войны римляне передали Самос своему союзнику Пергаму. Вместе с остальной частью Пергама в 133 году до н. э. остров отошёл к Риму и вошёл в состав римской провинции Азия.

### Самос под властью Рима и Византии
В начале римского правления остров имел достаточно широкую автономию. Но в 88 году до н. э. Самос поддержал понтийского царя Митридата VI Евпатора в войне против Рима, а после поражения понтийцев в 85 году до н. э. лишился автономии.
В 1383 году, по согласованию с византийским императором Иоанном Палеологом генуэзцы получили контроль над островами Хиос и Самос. Генуэзцы удерживали острова и после падения Константинополя в 1453 году, вплоть до 1479 г., когда под давлением османов были вынуждены покинуть их. Вместе с генуэзцами остров покинула значительная часть населения.
История острова погрузилась в «век молчания».

### Последние столетия
Остров вновь выходит на историческую арену с предоставлением ему оттоманами привилегий в середине XVI века. При практически полном отсутствии турецкого населения остров фактически самоуправлялся, используя византийское право. Назначаемый и присылаемый султаном ага являлся представителем власти, но реальная власть была в руках местной элиты.
Идеи французской революции 1789 г., появление торговой и судовладельческой прослойки в начале XIX века, способствовало к появлению революционного движения «карманьолов» с целью устранения власти элиты и её турецких патронов.
Неудивительно, что с такой предысторией и революционными традициями Самос одним из первых регионов Греции принял участие во всегреческом восстании 1821 г., под руководством Ликурга Логофета. Самосцы отразили турецкие попытки захватить остров в 1821 и 1824 гг. В 1824 году это удалось после победы греческого флота в проливе Самос (Микале), между Самосом и Малой Азией (см. Самосское сражение).
Несмотря на то, что туркам не удалось захватить остров с окончанием Освободительной войны Греции 1821—1829 гг., «Великие державы» оставили Самос вне границ возрождённого греческого государства. Но Самосу была предоставлена автономия при номинальном турецком суверенитете. В 1854—1859 гг. губернатором Самоса, с титулом князя, был румынский политик Ион Гика. В автономном юридическом статусе остров пробыл вплоть до 1913 г., когда победы греческого флота в Первую балканскую войну дали возможность островитянам провозгласить Энозис, то есть воссоединение острова с Грецией.
Революционные традиции самиотов и лесистые горы объясняют партизанскую деятельность на столь ограниченной территории как в годы Второй мировой войны 1941—1944 гг., так и в годы Гражданской войны в Греции 1946—1949 гг.
В значительной мере это также объясняет тот факт, что более 60 % электората острова — сторонники левых и просоциалистических партий

## Экономика
С древности основным экспортным продуктом острова является натуральное сладкое вино. О его лечебных, кроме всех других, свойствах упоминали Гиппократ и Гален.
В затопленном у берегов Кипра древнем греческом судне, получившем сегодня имя Кирения, находились амфоры с самосским вином.
С 1652 г. на острове появились европейские консульства, основной задачей которых было содействие в экспорте вина в соответствующие страны.
В 1770 году французский путешественник Турнефор оценил годовое производство мускатного вина в 3 тыс. бочек. С XIX века Ватикан закрепил за островом привилегию поставлять вино для Святого причастия (Евхаристия). Эту привилегию по сегодняшний день сохраняет за собой винодельческий кооператив острова (ΕΟΣΣ), а вино, экспортируемое для Евхаристии, сертифицируется католической миссией. Но основной объём экспорта вина приходится на самый трудный винный рынок, каким является Франция.
В производстве мёда задействованы 167 лицензированных пчеловодов, содержащих около 2 тыс. улей.
Остров также производит оливы и оливковое масло, цитрусовые, молочные продукты, керамику, деревянные изделия, сохраняется традиционное деревянное малое судостроение.
В последние десятилетия развивается туризм.

## Транспорт

### Воздушный транспорт
С 1963 г. на острове близ Пифагорио функционирует аэропорт.

### Морской транспорт
На острове три пассажиро-грузовых порта: столица Самос (в расписаниях паромов этот порт указан под названием Вати), Карловаси и Пифагорио. Строится новый грузовой порт в Малагари, который примет на себя все грузовые перевозки.
Главный порт острова Самос связан паромным сообщением с Пиреем (через Фурни, Икарию и Сирос), островами Хиос и Лесбос. Некоторые из этих паромов по пути заходят в порт Карловаси. Из Пифагорио небольшой паром ходит на острова северной части группы Додеканес.
Быстроходные катера на подводных крыльях связывают остров с Додеканесскими островами в основном в летнее время (ограничение навигации при 6 баллах).
2 греческих и 2 турецких малых пассажирских судна связывают остров с турецким портом Кушадасы.

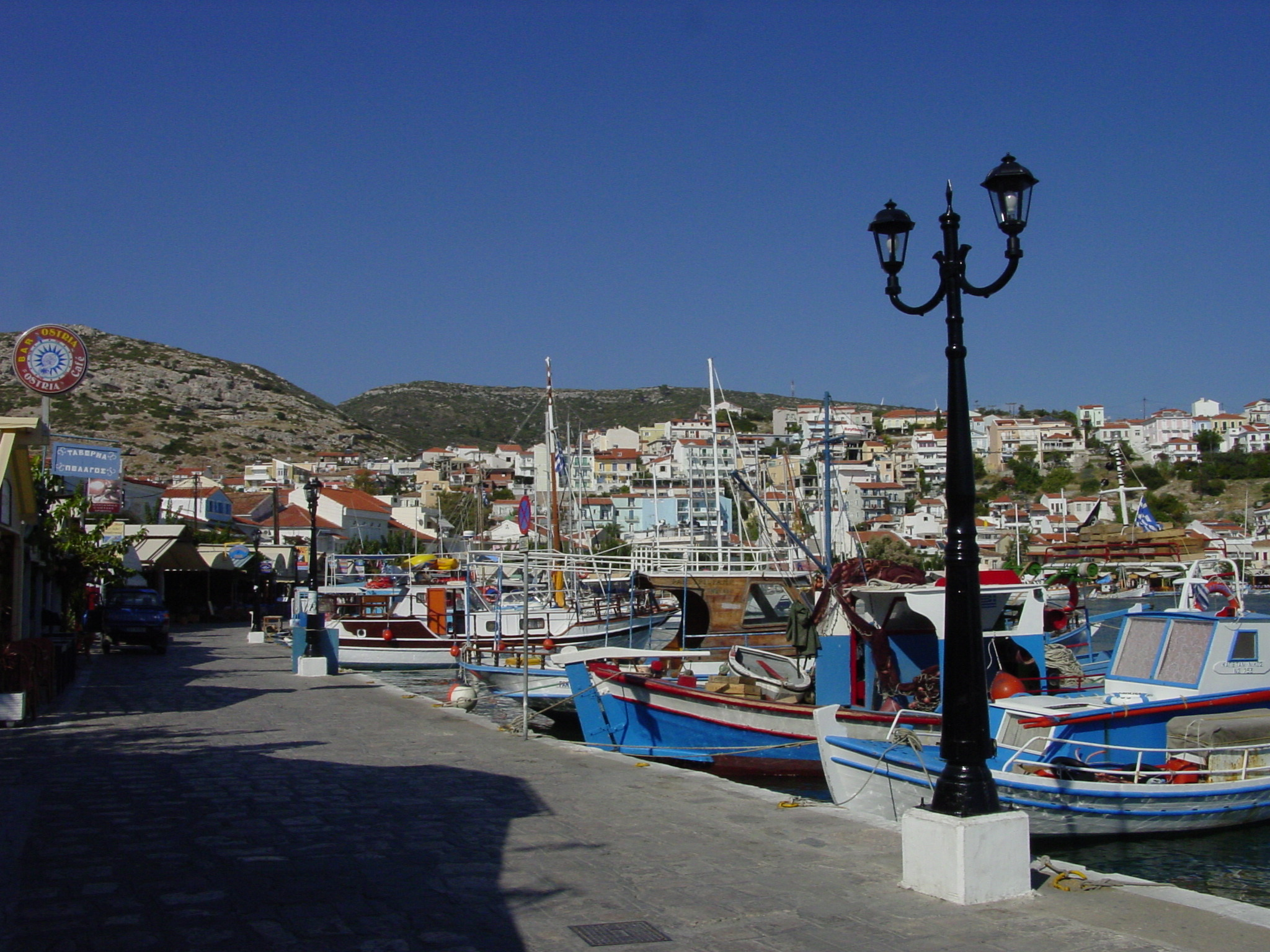
Остров Самос. Город Питагорион

## Достопримечательности

### Объекты, включённые вСписок объектов всемирного наследия ЮНЕСКО
- в Пифагорио — развалины древнего города с крепостными стенами, водопроводом, общественными зданиями, святилищами и храмами, рыночной площадью, банями, стадионом и жилыми домами (VI век до н. э.);
- в Иреон — храм богини Геры (VIII—VI века до н. э.)[6].

### Музеи
На острове имеются два археологических музея в столице и городе Пифагорио, а также палеонтологический музей в Митилини.

### Прочие достопримечательности

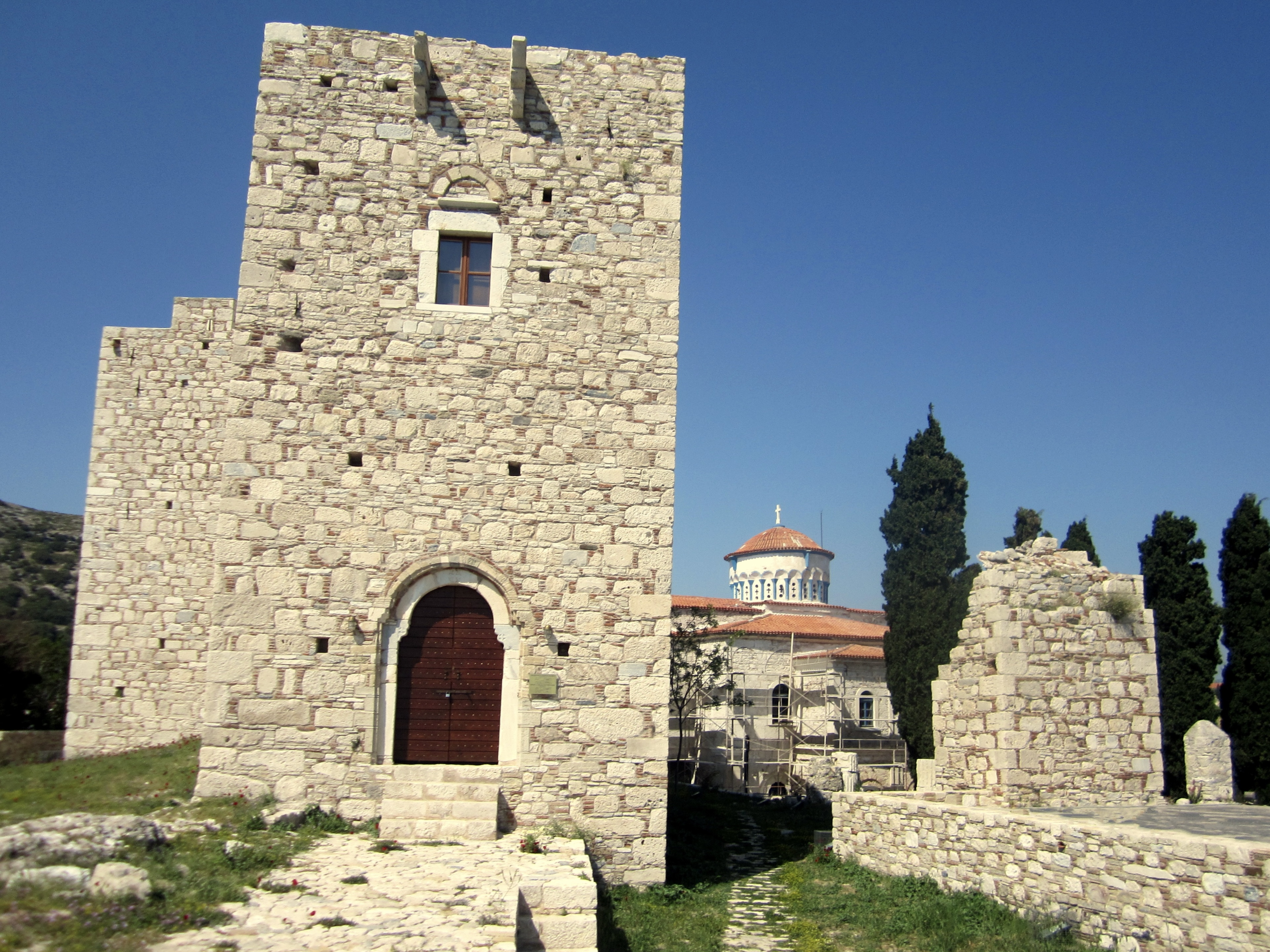
«Крепость Ликурга» и церковь Преображения Господня.

- Замок Ликурга Логофета в Пифагорио
- Замок сарацин близ Иреон
- Монастыри Мегали Панагия и Тиму Ставру (оба — XVI века) близ Кумаради
- Церковь Метаморфози XI века близ Карловаси
- Водопад на реке Потами близ Карловаси

## Знаменитые самосцы
- Аристарх Самосский — астроном и математик
- Аристилл — астроном
- Асклепиад Самосский — лирический поэт
- Гипербол — афинский политик, убит на Самосе
- Ириней I (Патриарх Иерусалимский) — родился на Самосе
- Конон Самосский — астроном и математик
- Мелисс — философ
- Пифагор — математик и философ
- Пифагор Регийский — скульптор
- Поликрат — тиран острова
- Феодор Самосский — архитектор и скульптор
- Эзоп — долгое время был рабом на Самосе
- Эпикур — философ
- Деспот Водэ, он же Яковос Ираклидис — греческий солдат-наёмник, господарь молдавского княжества с 1561 по 1563 гг.
- Логофет, Ликург- политический и военный вождь революционного Самоса с 1810 по 1834 годы и видный деятель Освободительной войны Греции 1821—1829 годов.
- Яннис Малагарис — Командир подразделений Демократической армии на острове в годы гражданской войны в Греции (1946—1949).